# Mehtap Oezaslan
Mehtap Oezaslan (auch Mehtap Özaslan, geboren in Berlin) ist Professorin für Chemie, insbesondere Angewandte Physikalische Chemie von Nanomaterialien an der Universität Hamburg.

## Leben und Wirken
Oezaslan studierte Chemie an der Technischen Universität Berlin und schloss dort ihr Studium als Diplom-Chemikerin in der Gruppe von Reinhard Schomäcker ab. Von Januar 2008 bis Februar 2012 promovierte sie in der Gruppe von Peter Strasser an der TU Berlin. Oezaslan hatte von November 2012 bis Juli 2014 ein Postdoc-Aufenthalt als Wissenschaftlerin am Paul Scherrer Institut in der Schweiz. Im August 2014 wurde sie Juniorprofessorin für Elektrochemie an der Carl von Ossietzky Universität Oldenburg. Vom Juni 2019 bis Oktober 2024 war sie Professorin an der Technischen Universität Braunschweig. Im Oktober 2024 trat sie eine W3-Professur für „Chemie, insbesondere Angewandte Physikalische Chemie von Nanomaterialien“ an der Universität Hamburg an. Ihre Professur ist eine gemeinsame Berufung zusammen mit dem Fraunhofer-Institut für Angewandte Polymerforschung.
Seit 2019 ist im wissenschaftlichen Beirat Energieforschung des Karlsruher Instituts für Technologie. Von 2019 bis 2022 war sie Vorstandsmitglied der Battery LabFactory Braunschweig. Oezaslan war von 2021 bis 2024 geschäftsführende Direktorin des Instituts für Technische Chemie der TU Braunschweig. Sie ist seit 2022 stellvertretendes Mitglied im Vorstand des Energie-Forschungszentrums Niedersachsen. Von 2019 bis 2022 war Oezaslan Vorsitzende der Fachgruppe Elektrochemie der Gesellschaft Deutscher Chemiker und von 2023 bis 2026 übernahm sie wieder den Vorsitz.

## Forschung
Ihre Forschung umfasst Brennstoffzellen, Wasserelektrolyse, CO2- und N2-Reduktion, Elektrokatalyse.

## Schriften (Auswahl)
- mit Gustav W. Sievers, Anders W. Jensen, Jonathan Quinson, Alessandro Zana, Francesco Bizzotto, Alexandra Dworzak, Jacob J. K. Kirkensgaard, Thomas E. L. Smitshuysen, Shima Kadkhodazadeh, Mikkel Juelsholt, Kirsten M. Ø Jensen, Kirsten Anklam, Hao Wan, Jan Schäfer, Klára Čépe, María Escudero-Escribano, Jan Rossmeisl, Antje Quade, Volker Brüser, Matthias Arenz: Self-supported Pt–CoO networks combining high specific activity with high surface area for oxygen reduction. In: Nature Materials. Band 20, Nr. 2, Februar 2021, ISSN 1476-4660, S. 208–213, doi:10.1038/s41563-020-0775-8.
- mit Frédéric Hasché, Peter Strasser: Pt-Based Core–Shell Catalyst Architectures for Oxygen Fuel Cell Electrodes. In: The Journal of Physical Chemistry Letters. Band 4, Nr. 19, 3. Oktober 2013, ISSN 1948-7185, S. 3273–3291, doi:10.1021/jz4014135.
- mit Marc Heggen, Peter Strasser: Size-Dependent Morphology of Dealloyed Bimetallic Catalysts: Linking the Nano to the Macro Scale. In: Journal of the American Chemical Society. Band 134, Nr. 1, 11. Januar 2012, ISSN 0002-7863, S. 514–524, doi:10.1021/ja2088162.

## Auszeichnungen
In ihrer Karriere erhielt sie mehrere Preise.
- 2003: Klaus-Koch-Stipendium der TU Berlin[3]
- 2004: Klaus-Koch-Stipendium der TU Berlin[3]
- 2005: Klaus-Koch-Stipendium der TU Berlin[3]
- 2007: Clara-von-Simons-Preis der TU Berlin[3][5]
- 2012 bis 2014: Fast-Track-Programm der Robert Bosch Stiftung[5]
- 2014: Umicore Scientific Award[6]